# 마이센 전투
마이센 전투(1759년 12월 4일)은 7년 전쟁의 전투 중 하나로 오스트리아군이 수적으로 우위에 있던 프로이센 군을 격파한 전투이다. 비록 오스트리아군은 21,000명으로 26,000명의 프로이센 군에 비해 수적으로 불리했지만 승리를 거두어 전쟁 중 오스트리아의 중요한 동맹자인 작센을 프로이센의 공격으로부터 지키는 데 성공하였다.